# Kapelle Gorleben

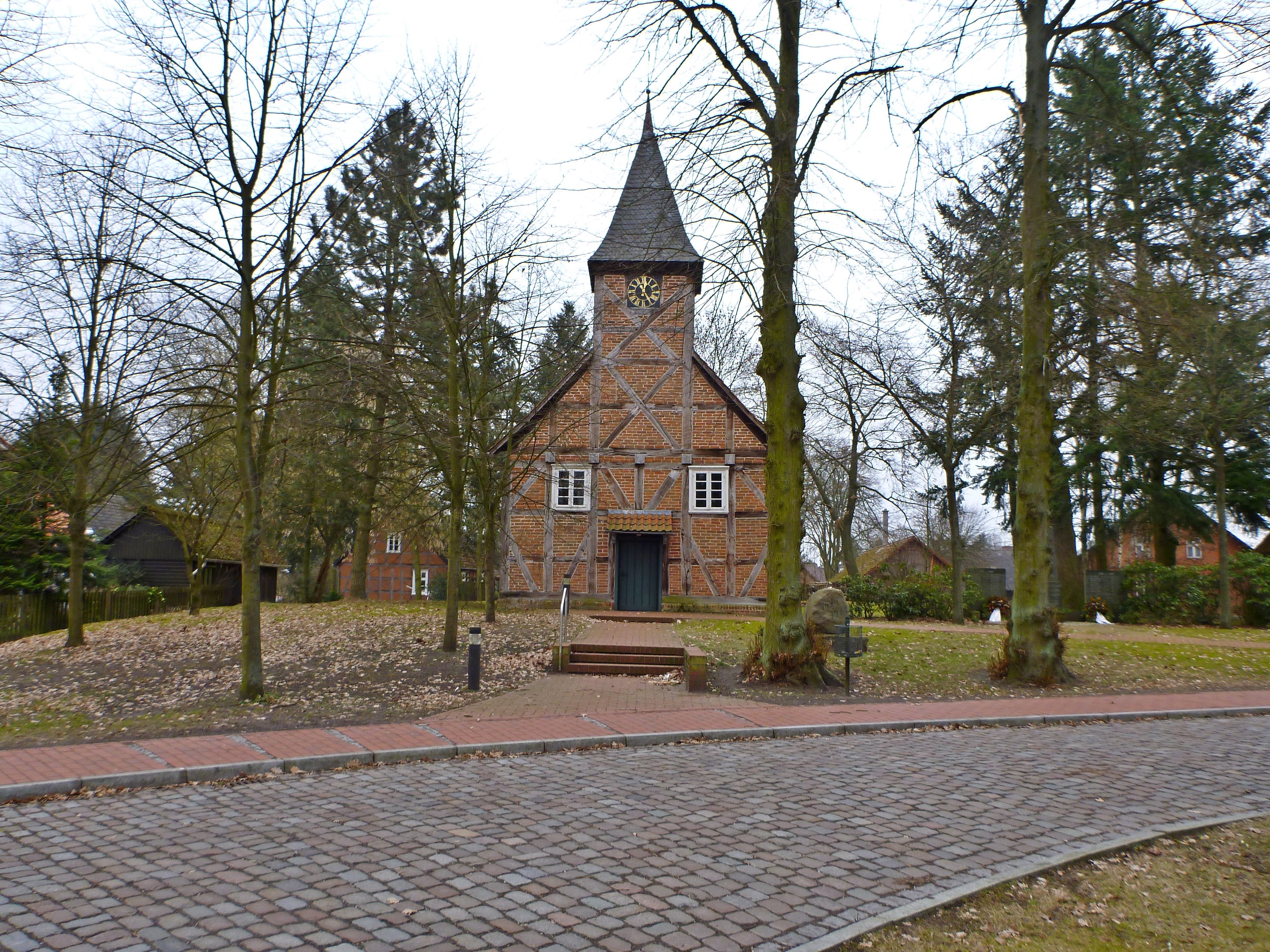
Kapelle Gorleben

Die Kapelle in Gorleben ist das evangelische Gotteshaus des Ortes. Die Kapellengemeinde gehört zur Kirchengemeinde Trebel im Kirchenkreis Lüchow-Dannenberg. Sie wurde Mitte des 17. Jahrhunderts als Filiale der Kirche in Trebel am nordöstlichen Rand des Dorfes errichtet. Durch die exponierte Lage auf dem höchsten Punkt des Geländes diente sie den Einwohnern als Fliehburg bei Hochwasser der Elbe.

## Beschreibung
Auf rechteckigem Grundriss entstand ein schlichter Saalbau, der nach oben mit einem Satteldach abschließt. Ein Gefüge aus Fachwerk, das mit Ziegeln ausgemauert ist, bildet die Außenwände. An der Westseite ist ein Dachreiter mit Zeltdach aufgesetzt. Der Zugang zur Kapelle erfolgt ebenfalls über die westliche Seite.
Teile der Ausstattung gehen auf die Zeit der Errichtung zurück. Im Jahr 1873 wurde die Kapelle umfassend restauriert. Fachwerk, Innenanstrich und Turm wurden 2004 instand gesetzt.